# Elmir Nabioellin
Elmir Ramilyevich Nabioellin (Tataars: Әлмир Рамил улы Набиуллин, Russisch: Эльми́р Рами́левич Набиу́ллин) (Kazan, 8 maart 1995) is een Russisch oud-profvoetballer. Hij kwam eenmaal uit voor het Russische elftal.

## Clubcarrière
Nabioellin is een product van de jeugdopleiding van Roebin Kazan. Hij maakte op 9 maart 2014 zijn debuut in de Premjer-Liga tegen Anzji Machatsjkala. Nabioellin speelde de volledige wedstrijd. In het seizoen 2014/15 werd Nabioellin een vaste waarde in het elftal van Roebin Kazan. Hij speelde 25 wedstrijden en scoorde ook zijn eerste doelpunt in het betaald voetbal. Eind augustus 2015 maakte hij voor het eerst zijn opwachting in de UEFA Europa League tegen Sturm Graz.
Op 15 februari 2018 tekende Nabioellin bij FK Zenit Sint-Petersburg. Aan de start van het seizoen 2018/19 was hij basisspeler, maar hij kwam na speelronde negen op de bank terecht. Wel werd hij dat seizoen landskampioen met de ploeg. In de zomer van 2019 tekende hij een contract voor twee seizoenen bij PFK Sotsji, dat het voorgaande seizoen was gepromoveerd naar de Premjer-Liga. Zenit verwierf wel een terugkoopclausule in het contract. In zijn tweede seizoen plaatste Nabioellin zich met Sochi voor het eerst in de geschiedenis voor Europees voetbal, na een verrassende vijfde plaats in de competitie.
In de voorbereiding van het seizoen 2021/22 maakte Nabioellin transfervrij de overstap naar FK Chimki, de nummer acht van het voorgaande seizoen in de Premjer-Liga. In de zomer van 2022 sloot hij zich aan bij Pari Nizjni Novgorod, waar hij een contract voor twee jaar tekende. Op 10 februari 2023 verliet hij de club en keerde terug naar Roebin Kazan, waar hij een contract tekende tot het einde van het seizoen 2022/23.
Na zijn vertrek bij Roebin Kazan kreeg Nabioellin meerdere aanbiedingen, maar de linksachter vond geen aanbiedingen goed genoeg om zijn profloopbaan voort te zetten. Hierop ging hij in het Russische amateurvoetbal spelen.

## Interlandcarrière
Nabioellin kwam uit voor verschillende Russische jeugdelftallen. Op 31 maart 2015 maakte hij zijn debuut in het Russisch voetbalelftal. In de oefeninterland tegen Kazachstan kwam hij 19 minuten voor tijd binnen de lijnen.

## Erelijst
Zenit Sint Petersburg
- Premjer-Liga: 2018/19[8]